# پووچیچنو-اوشدله
پووچیچنو-اوشدله (به لهستانی:  Płociczno-Osiedle) یک روستا در لهستان است که در گمینا سوواوکی واقع شده‌است. پووچیچنو-اوشدله ۵۰۰ نفر جمعیت دارد.